# Wietnamczycy
Wietnamczycy (wiet. người Việt) – naród na Półwyspie Indochińskim, mieszkający głównie w Wietnamie, gdzie stanowią 85% z liczącej 96,2 mln ludności tego państwa. Pozostali zaliczani są do mniejszości narodowych. Ich duże skupiska występują także w USA – 1,2 mln; Kambodży – 520 tys., Francji – 250 tys., Kanadzie – 150 tys., Szwecji – 135 tys., Niemczech – 80 tys. i w Polsce – około 50 tys. Te skupiska tworzy głównie emigracja ekonomiczna.
Mówią językiem wietnamskim (annamickim), należącym do języków austroazjatyckich. Do początku XX wieku posługiwali się pismem chữ nôm, stworzonym przez mnichów buddyjskich w XIV wieku, pochodzącym od pisma chińskiego. Na początku XX w. wprowadzono nowy alfabet wietnamski, oparty na alfabecie łacińskim.
Przekazy legendarne określają datę powstania pierwszego państwa wietnamskiego na rok 2879 p.n.e., co daje imponujący okres blisko 5000 lat historii. Historycznie Wietnamczycy byli wielokrotnie zależni od Chin. Wpływy chińskie już w I tysiącleciu zaowocowały rozpowszechnieniem się konfucjanizmu, a także pisma chińskiego. Od II w. n.e. rozpowszechnił się również taoizm i buddyzm. Ostateczne uniezależnienie się od Chin nastąpiło w 938 roku. W XIX wieku Wietnam popadł w zależność kolonialną od Francji. W XX wieku Wietnam wygrał wojny o niepodległość z Francją (I wojna indochińska 1946–1954) i ze Stanami Zjednoczonymi (wojna wietnamska 1961–1975).